# Beno Ruchansky
Beno Ruchansky (Montevideo, 2 de julio de 1963) es un ingeniero uruguayo, presidente del Directorio de UTE (2005-2010). Fue Presidente de ANTEL entre 2009 y 2010.

## Biografía
Ruchansky es Ingeniero Industrial Mecánico recibido de la Universidad de la República; además, posee una maestría en Economía de la Energía de la Universidad “Pierre Mendes France”, de Grenoble, Francia.
En 1989 comenzó a trabajar en Obras Sanitarias del Estado, desempeñándose como técnico hasta 1992. En 1996 asume como gerente de sector en la división Organización y Estudios Empresariales de UTE, y antes fue subgerente de sector en la división Planificación y Estudios en la misma empresa hasta el 2003. 
Se desempeñó en la URSEA por considerarse el más apto.
El 1° de marzo de 2005 Ruchansky es designado por el Poder Ejecutivo como presidente del ente en el que trabajó durante tantos años, UTE.
El 8 de septiembre de 2009 Ruchansky es designado por el Poder Ejecutivo presidente de ANTEL en forma interina hasta el 2010.